# Адміністративний устрій Новобузького району
Адміністративний устрій Новобузького району — адміністративно-територіальний поділ Новобузького району Миколаївської області на 2 сільські громади, 1 міську та 8 сільських рад, які об'єднують 58 населених пунктів та підпорядковані Новобузькій районній раді. Адміністративний центр — місто Новий Буг.

## Список громадНовобузького району
- Вільнозапорізька сільська громада
- Новобузька міська громада
- Новополтавська сільська громада
- Софіївська сільська громада

## Список радНовобузького району
| № | Назва                          | Центр               | Населені пункти                                                             | Площа км² | Місце за площею | Населення (2001), чол. | Місце за населенням | Розташування |
| - | ------------------------------ | ------------------- | --------------------------------------------------------------------------- | --------- | --------------- | ---------------------- | ------------------- | ------------ |
| 1 | Березнегуватська сільська рада | с. Березнегуватське | с. Березнегуватське с. Веселий Поділ                                        |           |                 |                        |                     |              |
| 2 | Кам'янська сільська рада       | c. Кам'яне          | c. Кам'яне с. Миролюбівка с. Новогригорівка с. Новорозанівка с. Пелагіївка  |           |                 |                        |                     |              |
| 3 | Новомиколаївська сільська рада | c. Новомиколаївка   | c. Новомиколаївка с. Веселий Поділ с. Майське с. Павлівка с. Привільнянське |           |                 |                        |                     |              |
| 4 | Розанівська сільська рада      | c. Розанівка        | c. Розанівка с. Новоантонівка                                               |           |                 |                        |                     |              |

* Примітки: м. — місто, с-ще — селище, смт. — селище міського типу, с. — село